# Lapleau

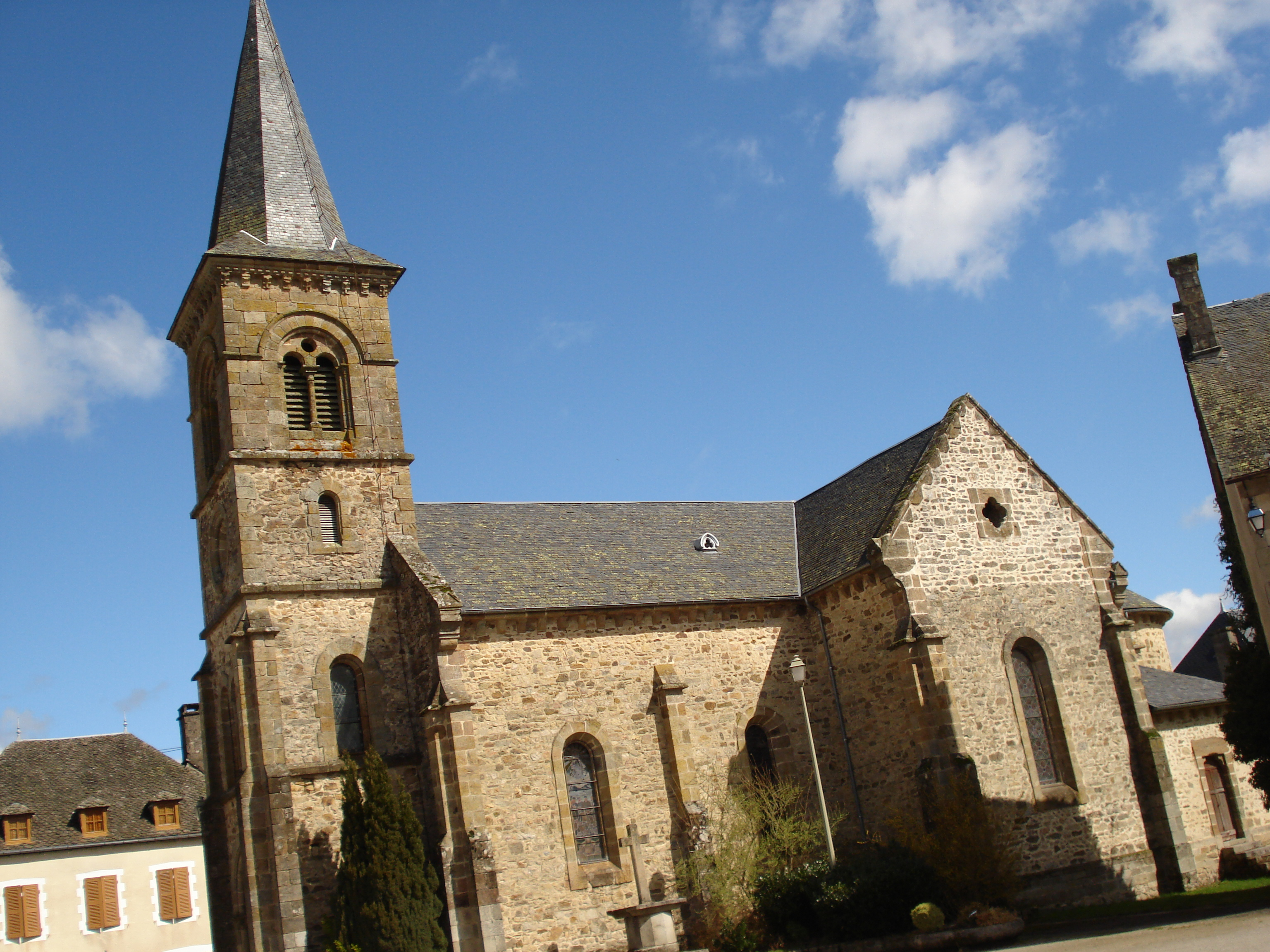
Kościół w Lapleau, 2011

Lapleau – miejscowość i gmina we Francji, w regionie Nowa Akwitania, w departamencie Corrèze.
Według danych na rok 1990 gminę zamieszkiwały 514 osoby, a gęstość zaludnienia wynosiła 29 osób/km² (wśród 747 gmin Limousin Lapleau plasuje się na 251. miejscu pod względem liczby ludności, natomiast pod względem powierzchni na miejscu 388.).